# Ocampo (Guanajuato)
Ocampo es una localidad del estado mexicano de Guanajuato. Es la cabecera del municipio de Ocampo.

## Toponimia
El nombre de la localidad rinde homenaje a Melchor Ocampo, pensador liberal del siglo XIX.

## Demografía
| Gráfica de evolución demográfica |
|                                  |

| Censo | Población |
| ----- | --------- |
| 1900  | 1 246     |
| 1910  | 1 486     |
| 1921  | 1 456     |
| 1930  | 1 858     |
| 1940  | 2 145     |
| 1950  | 3 082     |
| 1960  | 4 120     |
| 1970  | 4 261     |
| 1980  | 5 497     |
| 1990  | 5 541     |
| 2000  | 6 208     |
| 2010  | 6 499     |
| 2020  | 7 324     |